# Poise
De poise is een verouderde eenheid voor dynamische viscositeit uit het cgs-eenhedenstelsel. Het eenheidssymbool is P. Een honderdste ervan heet een centipoise (cP). Water van 20 °C heeft een viscositeit van 1 cP.
1 P = 1 dyn·s/cm² = 0,1 Pa·s
1 cP = 0,01 P = 0,001 Pa·s = 1 mPa·s
De poise is geen SI-eenheid. De eenheid centipoise wordt niettemin veelvuldig in de industrie toegepast en is makkelijk te herleiden tot een SI-eenheid.
De poise is vernoemd naar Jean Léonard Marie Poiseuille, net als de poiseuille, die gelijk is aan 10 poise.